# Wilcze Laski
Wilcze Laski (deutsch Wulfflatzke, daneben auch Wulflatzke) ist ein Dorf in der Woiwodschaft Westpommern in Polen. Das Dorf gehört zur Gmina Szczecinek (Landgemeinde Neustettin) im Powiat Szczecinecki (Neustettiner Kreis).

## Geographische Lage
Das Dorf liegt in Hinterpommern, etwa 145 km östlich von Stettin und etwa 11 km südlich der Stadtmitte von Neustettin.

## Orts- und Gutsgeschichte
Wulfflatzke war viele Jahrhunderte ein Gutsdorf und lange im Besitz der uradeligen Familie von Bonin. Das Adelsgeschlecht war nachweislich seit Beginn des 16. Jahrhunderts im Ort. Die Bonin bildeten eine eigene genealogische Linie Wulfflatzke und brachten über mehrere Generationen führende Regionalpolitiker für Pommern heraus.
Ab 1872/1874 bestand zeitweise mit den Landgemeinden Dieck, Steinforth und Wulflatzke und den Gutsbezirken Dieck, Hammer bei Wulflatzke, Prälang, Steinforth und Wulflatzke ein eigener Amtsbezirk Wulfflatzke.
Anfang der 1910er Jahre gab es im Ort vier landwirtschaftliche Betriebe, der Bauernhof des Rich. Kläuhammer mit 81 ha, der 107 ha Hof des Herm. Piehl, der Hof von Julius Werner mit 50 ha sowie das Bonin`sche Rittergut mit 1.854 ha. Zum Rittergut gehörte das Waldgut Prälang B.
Einer der letzten Eigentümer des Gutes der Familie war Claus von Bonin-Wulfflatzke (1860–1921), der als Waldbesitzer auch Mitglied der namhaften Deutschen Dendrologischen Gesellschaft war. Seine Söhne aus erster Ehe blieben als Offiziere 1914 und 1915 im Krieg. Letzte Gutsherrin wurde dann die aus seiner zweiten Ehe mit Clara von Bonin-Bahrenbusch (1880–1955), Tochter des Landrats Bogislav von Bonin, stammende und 1919 in Neustettin geborene Christine von Bonin-Wulfflatzke. Sie gilt als letzte Gutsherrin von Wulfflatzke und war mit dem Dipl.-Ing. Hans-Ulrich von Bonin (1904–1972) verheiratet, der wiederum aus einer briefadeligen Nebenlinie der Bonin stammte, dessen Adel wiederum letztlich erst 1959 wieder Anerkennung fand.
Bis Ende der 1930er Jahre stieg die Anzahl der Betriebe der Landwirtschaft. Dies waren das Rittergut der Clara von Bonin, 1.626 ha, der 25 ha-Hof der Minna Dallüge, der Hof des Alb. Janke mit 23 ha, der Hof des Herm. Meske mit 63 ha, der 25 ha-Hof des Herm. Müller, der 35 ha-Hof des Paul Noeske und der Hof mit 34 ha des Ernst Oldenburg. Hinzu kamen die Landwirtin Frida Piehl mit 102 ha, Fritz Streek besaß 35 ha, Emil Thom 28 ha, Edurad Wachholz 90 ha, Marie Werner 52 ha sowie Paul Zimmermann mit 42 ha.
Bis 1945 bildete Wulfflatzke eine Landgemeinde im Landkreis Neustettin in der preußischen Provinz Pommern. In der Gemeinde bestanden neben Wulfflatzke keine benannten Wohnplätze.
In Wulfflatzke bestand in jüngerer Zeit ein kleiner Militärflugplatz, heute eine ungenutzte Freifläche.

## Persönlichkeiten

### Söhne und Töchter des Ortes
- Hugo von Bonin (1826–1893), deutscher Rittergutsbesitzer und Mitglied des Preußischen Herrenhauses
- Marie Giese (~1830–1914), deutsche Schriftstellerin
- Eckart von Bonin (1854–1912), deutscher Rittergutsbesitzer,  Landrat des Kreises Neustettin und Mitglied des Deutschen Reichstags
- Christian Bartelt (1931–2020), deutscher Politiker (CDU), Abgeordneter des Hessischen Landtags

### Mit dem Ort verbunden
- Theodor von Bonin (1799–1852), preußischer Rittergutsbesitzer und Landrat des Kreises Neustettin, lebte auf seinem ererbten Gut Wulfflatzke